# Mock trial

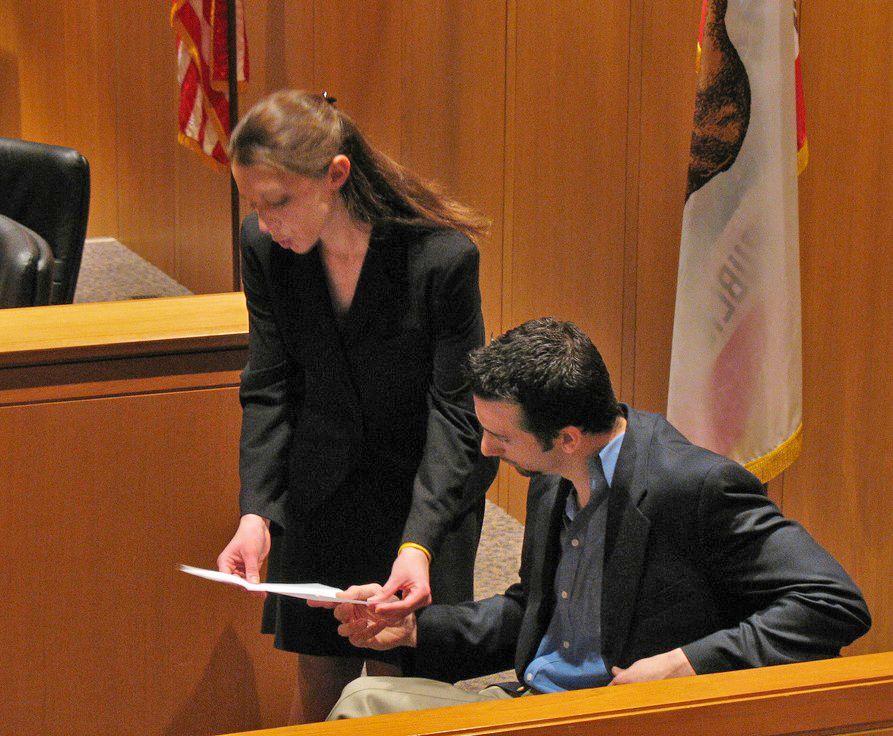
Zeugenbefragung während eines mock trials

Mock trial sind  bisher vornehmlich im angelsächsischen Sprachraum gebräuchliche simulierte, fiktive Gerichtsverfahren zu Unterrichts- oder Ausbildungszwecken, die einer realen Situation so weit wie möglich entsprechen sollen, inklusive Anklage, Verteidigung, Plädoyers, Rechtsanwälten, Richtern, Zeugenbefragung, Gutachten und Urteil.
Mock trials finden in den USA auf vielen Ebenen der Ausbildung, häufig in kompetitiver Weise, statt (z. B. Grundschule, Mittelschule, Oberschule, Universität, Juristische Fakultät), wobei Praxisnähe, Übung und Verständnis prozessualer Probleme und der Erwerb von Basiskompetenzen für die spätere Berufspraxis im Vordergrund stehen.
Auch manche Unternehmen bereiten ihre Manager mitunter in simulierten Gerichtsverfahren auf reale Gerichtsverfahren vor. So soll die Deutsche Bank im Rahmen des Gerichtsverfahrens gegen die Erben der Kirch-Gruppe den damaligen Manager Rolf-Ernst Breuer entsprechend vorbereitet haben.